# Epiwubana jucunda
Epiwubana jucunda är en spindelart som beskrevs av Alfred Frank Millidge 1991. Epiwubana jucunda ingår i släktet Epiwubana och familjen täckvävarspindlar. Inga underarter finns listade i Catalogue of Life.